# 盂県
盂県（う-けん）は中華人民共和国山西省陽泉市に位置する県。

## 歴史
596年（開皇16年）、石艾県より分割設置された原仇県を前身とする。606年（大業2年）に盂県と改称された。1220年（興定4年）、金朝により盂州に昇格したが、1369年（洪武2年）に明朝により盂県に戻された。
1958年に廃止され陽泉市に編入されたが、1960年に再設置され現在に至る。

## 行政区画
- 鎮:秀水鎮、孫家荘鎮、路家村鎮、南婁鎮、牛村鎮、萇池鎮、上社鎮、西煙鎮
- 郷:仙人郷、北下荘郷、梁家寨郷、西潘郷、東梁郷